# Língua day
A língua day é uma língua adamawa do sul do Chade, falada por pelo ao menos 50.000 pessoas. Segundo o Ethnologue seus dialetos são mutualmente inteigíveis, porém Blench (2004) lista ndanga, njira, yani e takawa como línguas aparentemente separadas.